# Futbol Klubu Alga Bishkek
O FK Alga Bishkek é um clube de futebol do Quirguistão. Disputa o Campeonato nacional do país.

## Títulos
- Campeonato Quirguistanês:  5 vezes
  - 1992, 1993, 2000, 2001, 2002

- Copa do Quirguistão:  9 vezes
  - 1992, 1993, 1997, 1998, 1999, 2000, 2001, 2002, 2003